# 郴州事件
郴州事件，中國共產黨（下稱中共）又称之為“反白事件”或“郴州反革命暴乱”。1928年3月，在中共湘南根据地，中共湘南特委要求焚烧耒宜大道两侧民房和郴州等县城，引发民眾的强烈反对。中共湘南特委称这个要求是为了反国民政府围剿。中共郴州县委召开群众大会向當地民眾解釋組織計劃時，有民眾持大刀冲上将县委书记夏明震等9名干部砍死，郴州县城民眾也随之衝擊中共當地的機關。

## 焦土战略
1928年3月下旬，國民政府湘粤两省军队7个师从南北西三面联合追擊湘南地区的中國共產黨。湘南特委贯彻“使小资产变为无产，然后强迫他们革命”。湘南特委据此提出了“焦土战略”，強推焚烧耒（阳）宜（章）大道400多里长的两侧30里内房屋和烧毁郴州等县城的决定，以使國民政府軍进入湘南后无房可住，无法立足。指示下达后曾遭到朱德、陈毅等党员干部的抵制。陈佑魁领导的湘南特委在壓力下再召开特委会议，决定将焚烧范围缩小至湘粤大道两侧各5里，但仍施压各级干部强令执行，没有商量余地。一些干部开始在大道旁烧毁房屋。

## 民眾反抗
团湘南特委书记细格思等，专赴郴州督促，并让郴县团县委书记邝朱权组织人书写告示张贴出去，大部分民眾在知悉後表示强烈反对。郴州城中崔廷彦、崔廷弼两兄弟召集20余人，来到城郊骆仙铺密谋，計劃在群众大会上發起抗爭。在3月21日，中共郴州县委在县城城隍庙召开群众大会，县委书记夏明震向民眾解釋中共的焦土計劃。会前民眾自发“赞成烧房子的站一边，不赞成烧房子的站一边”，大多数民眾都站到了不赞成烧房子的一边。夏明震上台发言，代表中共县委解释“坚壁清野”的理由，引起会场一阵骚动。中共的妇女干部何善玉也上台讲话，阐明中共县委的「苦衷」，台下民眾表现出极度的愤怒。台下有人叫喊：“烧房子就是不行！”“杀死他们！”，瑞丰丝线铺的伙夫钟天球等几人就手舞大刀蹿上台去，将台上夏明震、何善玉等9名中共幹部砍死，台下民眾響應行動紛紛使用大刀、梭镖、锄头等反擊中共有關人士，死伤200余人。县城内的县总工会、共青团训练班、少先队等机关均被期事的民眾衝擊，县委机关也被民眾洗劫一空。
22日上午民眾在城内寿福殿召开了反共大会，成立了“反共总队”。中共郴县良田区委负责人李克如带领紧急动员来的1000多赤卫队员与农会会员，连夜向据守东塔岭的抗共民眾进攻，中共郴县三区区委又集結將近5000余人增援。中共郴县农7师由邓允庭指挥从桂阳紧急赶来，特委派陈毅率两个连前往鎮壓反抗的民眾。結果崔廷弼被中共当场击毙，崔廷彦与廖镜廷就逃離一劫。

## 后续工作
陈毅不久被任命为中共郴县县委书记，中共湖南省委及湘南特委也调整了特委书记陈佑魁的工作。陈毅再次在城隍庙召开群众大会，首先代表中共县委作「公开检讨」，承认烧毁大路两侧房子的决定是错误的，指出所谓的“焦土战略”也是极其荒谬可笑的；同时宣布在以后的工作中，不准烧房子，不准乱搬家，不准乱造谣，不准乱起哄等。此次事件就被中共官方定名为“郴州事件”或“反白事件”。

## 事件影响
根据粗略的统计，民眾起事中中共各地县区干部及基层骨干有近1000余人被殺，伤者也有数百。由于中共湘南特委的焦土政策極大侵犯當地民眾的利益，致使工农革命军无法在当地立足。朱德、陈毅率中共部队逃離了湘南地区，转移井冈山，与毛泽东率领的部队会河后，创建了“井冈山革命根据地”。
中共官方将“郴州事件”定为反革命暴乱，聲稱是以「大土豪」崔廷彦为首的「反动势力，密谋组织暴徒杀害革命干部」。說崔利用群众对中共政策的不满，散布“烧掉耒宜大道两边50里的民房”“工人要杀农民，农民要起来自卫”等言論，煽动农民群众反对中共。中共僅承認「党处于幼年还不成熟，因而会犯一些‘左’的错误」。